# 核多角体病ウイルス
核多角体病ウイルス（かくたかくたいびょうウイルス、Nuclear Polyhedrosis Virus：NPV）はバキュロウイルス科に属する一群のウイルスで、おもに昆虫に感染し、核多角体病と呼ばれる病気を起こす。宿主となるのは大部分がチョウ目の幼虫で、そのほかに一部のハチ目、ハエ目に感染する種も報告されている。また近縁種にエビなどの甲殻類に感染するものもある。個々のウイルスは狭い範囲の種にしか感染しないことが多い。経済的に問題となる病気としては、カイコおよびエビの核多角体病がある。一方、生物農薬として利用され、またバイオテクノロジーにも応用されている。

## 性質
ウイルスが多角体というタンパク質（ポリヘドリン）の結晶に包まれ保護されているのを特徴とする。多角体はウイルス粒子を環境から保護する機能をもち、土中など好適な条件であれば10年以上もウイルスの活性を保つこともある。ウイルスのゲノムは環状二本鎖DNAで、ゲノムサイズは大きく、大部分が100kbp以上、遺伝子数も100以上ある。ビリオンはエンベロープを有する細長い棒状であり、多角体中に包埋される包埋型ウイルス（ODV）と、宿主体内で感染を拡大する機能を持つ出芽型ウイルス(BV)の2タイプがある。NPVの種により、ウイルス粒子がエンベロープに複数個。ODVは多角体が昆虫に摂食されたのちにおこる、中腸上皮細胞への侵入を担い、BVは中腸上皮細胞から他の組織への感染を担い、全身感染に重要な役割を果たす。

## 感染と症状
多角体が虫に食べられ中腸に達すると、アルカリ性のために溶けてODVが遊離し、中腸上皮細胞細胞に感染する。まず細胞表面に接着し、膜融合によって中腸円筒細胞に侵入した後、核に移動し、転写と複製を行う。中腸上皮細胞で複製されたウイルスは、細胞表面から出芽して出芽型ウイルス（BV）となり、他の細胞に感染を繰り返し全身に広がる。出芽の際にBVはウイルス由来の糖タンパク質を含む細胞膜をエンベロープとしてかぶる。宿主の細胞膜とともにその表面に発現しているウイルス由来の糖タンパク質GP64を被り、これが他の細胞に感染する際のエンドサイトーシスを誘導する。また、GP64はビリオンの一端に集まっている。ODVはGP64を持たない。一部のウイルス種でGP64の代わりにLD130がある。これらのタンパク質は出芽、次の細胞への接着、膜融合、エンドソームによる取り込みに必須で、宿主特異性への関係が議論されている。その後、核膜に由来するエンベロープを持つ包埋体型ウイルス（ODV）とポリヘドリンタンパク質が作られ、ODVは核多角体に埋め込まれた形になる。感染虫は、動きが鈍くなり、変色し、内部が崩れて液状化し死ぬ。表面は黒くなってその後破れ、内部の多角体をまき散らすことになる。多角体は安定であるが、紫外線照射や漂白剤，ホルマリン処理などによって失活する。

## 応用
多角体に包まれ感染力の強い状態で保存できるので、生物農薬としても使われている。宿主範囲が狭く殺虫時間も長いため一般的な殺虫剤と同様の使用法には適さないが、宿主範囲の狭さから森林など生物多様性への配慮が必要になる地域や訪花昆虫などを利用する場面での利用において有用な防除資材となりうる。
多角体はポリヘドリンと呼ばれるタンパク質の結晶からなるが、このポリヘドリンのプロモーターが強力であるため、これを利用して、目的タンパク質の遺伝子をポリヘドリンプロモーターの下流に組み込み、チョウ目の幼虫由来の培養細胞、あるいはカイコに感染させて有用なタンパク質を大量発現させる応用が行われている。この手法の長所としては、原核生物であるE.coliなどでタンパク質を発現させた場合と比べ、真核生物での発現であるため、翻訳後修飾などが正常に行われやすいという点が挙げられる。
多角体はアルカリ性で初めて溶解し感染力を発揮するので、消化器官がアルカリ性でないヒトなどの脊椎動物には感染しない。またたとえ核多角体病ウイルスが脊椎動物細胞に侵入してもウイルスの増殖は起こらない。従って核多角体病ウイルスのベクターとしての利用や生物農薬としての利用は安全とされている。